# Richard Cohn-Vossen
David Hans Richard Cohn-Vossen (* 30. September 1934 in Zürich) ist ein deutscher Regisseur und Drehbuchautor.

## Leben
Der in Zürich geborene und in der Sowjetunion aufgewachsene Sohn des deutschen Emigranten Stefan Cohn-Vossen arbeitete als Regisseur und Autor im DEFA-Dokumentarfilmstudio. Er lebte zuerst in Leningrad und Moskau. Zu Beginn des Krieges 1941 wurde er mit seiner Mutter, der Ärztin Elfriede Cohn-Vossen geb. Ranft († 1957) in das abchasische Bergdorf Pschu im Kaukasus evakuiert. Dort lebte ab 1946 auch sein Stiefvater Alfred Kurella, der während des Krieges in Moskau verblieben war. In der UdSSR studiert er zuerst Physik. Nach dem Tod seiner Mutter übersiedelte er zu seinem Stiefvater nach Leipzig, gab die Physik auf, arbeitete zunächst als Dolmetscher für die DEFA und dann als Assistent der Filmemacher Andrew Thorndike und Karl Gass, ehe er ab 1966 eigene Filme drehte, so etwa Porträts von Prominenten, aber auch von Industriearbeitern oder LPG-Bauern.
Seine Tätigkeit im Osten Deutschlands endete, als Cohn-Vossen die am 17. November 1976 von zwölf namhaften DDR-Schriftstellern veröffentlichte Resolution von Stephan Hermlin gegen die Ausbürgerung Wolf Biermanns unterzeichnete. Da er der Forderung, seine Unterschrift zurückzuziehen, nicht nachgab, wurde sein Film Arbeiterfamilie in Ilmenau, den er gerade montiert hatte, nicht zur Aufführung freigegeben. Andere seiner Filme durften in den Kinos nicht mehr laufen. Daraufhin stellte Cohn-Vossen einen Ausreiseantrag und übersiedelte 1979 in die Bundesrepublik.
Von nun an arbeitete er beim Norddeutschen Rundfunk. Kinofilme hat er nicht mehr produziert.
Vom verbotenen Dokumentarfilm Arbeiterfamilie in Ilmenau, der die Frage nach der Entfremdung von Arbeit durch die moderne Technik aufwarf, stellte Heinz Müller eine geänderte Fassung unter dem Namen Porzelliner her, die staatlich zugelassen in die Kinos kam. Die Rohschnittfassung von Arbeiterfamilie in Ilmenau schmuggelte Cohn-Vossen in die Bundesrepublik, so dass die DEFA-Stiftung die Kopie des Films 2011 restaurieren konnte. Diese Fassung wurde erstmals am 5. September 2011 im Berliner Kino Arsenal gezeigt.
Er lebt in einem Dorf südlich von Chemnitz, wo das Erzgebirge beginnt.

## Filmografie
- 1959–1963: Das russische Wunder (2 Teile; Regie, Drehbuch)
- 1966: Die Ballade von den grünen Baretten I (Regie)
- 1966: Robert Jackson klagt an II (Regie)
- 1966/1967: Paul Dessau (Regie, Drehbuch)
- 1968: Fünf Kapitel über Werner Conrad – Bauer in der Kooperationsgemeinschaft Neuholland, eine Autostunde von Berlin – und seinen Traum vom Wasser (Regie, Drehbuch)
- 1968: Erzählungen aus der neuen Welt (Regie)
- 1970: … damit es weitergeht (Regie)
- 1970: Tag der Tiere (Regie, Drehbuch, Musik-Bearbeitung)
- 1970: Mathematiker (Regie; Textautor: Wolfgang Thierse)
- 1971/1972: Versuch über Schober (Regie, Drehbuch)
- 1972: In Sachen H. und acht anderer (Regie, Drehbuch)
- 1973: Turek erzählt (Regie, Drehbuch)
- 1974: Nachtarbeiter – Berlin, Herbst 73 (Regie, Drehbuch)
- 1974: Weggefährten – Begegnungen im 25. Jahr der DDR (Regie-Mitarbeit)
- 1975: Monika (Regie, Drehbuch)
- 1975: Gedanken zur Quadriennale (Regie, Drehbuch, Sprecher)
- 1976: Abgeordnete in Rostock – Im Vorfeld (Regie, Drehbuch, Sprecher)
- 1977: Arbeiterfamilie in Ilmenau (Regie; 2007 uraufgeführt, kam der Film 2011 in einer restaurierten Fassung zur Aufführung)